# Tsetseng
Tsetseng is een dorp in het district Kweneng in Botswana. De plaats telt 397 inwoners (2011).